# Erloy
Erloy es una comuna francesa situada en el departamento de Aisne, de la región de Alta Francia.

## Geografía
Erloy está situada a 10 km al noroeste de Vervins.

## Demografía
| 218 | 176 | 167 | 135 | 139 | 123 | 98 | 89 |
| Para los censos de 1962 a 1999 la población legal corresponde a la población sin duplicidades (Fuente: INSEE [Consultar]) |     |     |     |     |     |    |    |